# Schnall (Gemeinde St. Veit in Defereggen)
Schnall ist eine Rotte der Fraktion Bruggen in der Gemeinde St. Veit in Defereggen im Defereggental (Osttirol).

## Geographie
Schnall liegt in rund 1.280 bis 1.300 Metern Höhe am Talboden des Defereggentals südlich bzw. rechtsseitig der Schwarzach. Östlich von Schnall liegt die Rotte Abersboden, westseitig die Rotte Raut. Nordwestlich am gegenüberliegenden Ufer der Schwarzach liegt die Rotte Feld.
Schnall umfasst fünf Adressen (Stand Ende 2022). Im südlichen, oberen Teil von Schnall befindet sich die Hofstelle Oberschnall (Bruggen 26) und das Wohnhaus Bruggen 59. Etwas unterhalb liegt die noch bewirtschafte Hofstelle Schnall bzw. Unterschnall (Bruggen 27) und das Wohngebäude Bruggen 93. Am nordöstlichen Rand nahe der Schwarzach liegt zudem die Hofstelle Kiwisch (Bruggen 28). Nicht mehr zu Schnall gehört die westlich davon gelegene und zu Abersboden zählende Hofstelle Außer-Schnall (Bruggen 59). Letzter landwirtschaftlicher Betrieb in Schnall ist der Bauernhof Schnall (Unterschnall).

## Geschichte
Die Besiedelung im Bereich von Schnall geht auf die Schwaige (Urhof) „am Veldt“ zurück. Auf der als Erblehen vergebenen Schwaige war von 1602 bis 1671 der jeweilige Wirt von Feld auch Richter des salzburgerischen Defereggental vom Trojerbach bis zur Pressbrücke gewesen. Auf dem Gebiet der Schwaige Feld wurden zudem die Rauten (Neurodungen) Oberwald, Unterwald sowie Tönig und Schnall gegründet. Tönig und Schnall wurden teilweise im Erblehen vergeben, teilweise unterstanden sie dem Amt Windisch-Matrei.
In den Karten des 19. Jahrhunderts findet sich die Ortsbezeichnung Schnall noch für das gesamte besiedelte Gebiet östlich der heutigen Kernsiedlung Schnall, also auch für Außerschnall, Töni und Abersboden und den noch unbesiedelten Abersboden. Schnall wird von der Statistik Austria bis 1961 nicht extra ausgewiesen, sondern vermutlich bei Feld mitgezählt. 1961 wird Schnall erstmals als Rotte mit sieben Gebäuden und 21 Einwohnern genannt, jedoch fehlen in dieser Statistik Tönig oder Abersboden. 1971 wird Schnall als Rotte mit drei Gebäuden und 10 Bewohnern ausgewiesen, zudem das benachbarte Tönig mit vier Gebäuden und zwei Bewohnern. 1981 hatte Schnall drei Gebäude, wovon drei bewohnt waren. In den zwei Haushalten lebten sieben Menschen. Im benachbarten Tönig lebten hingegen bereits 22 Menschen in neun Häusern. Seit 1991 wird die Bevölkerung von Schnall nicht mehr gesondert ausgewiesen, jedoch wurde Schnall in diesem Jahr als Rotte und Bestandteil der Rotte Tönig aufgelistet.

## Bauwerke und sakrale Kunst

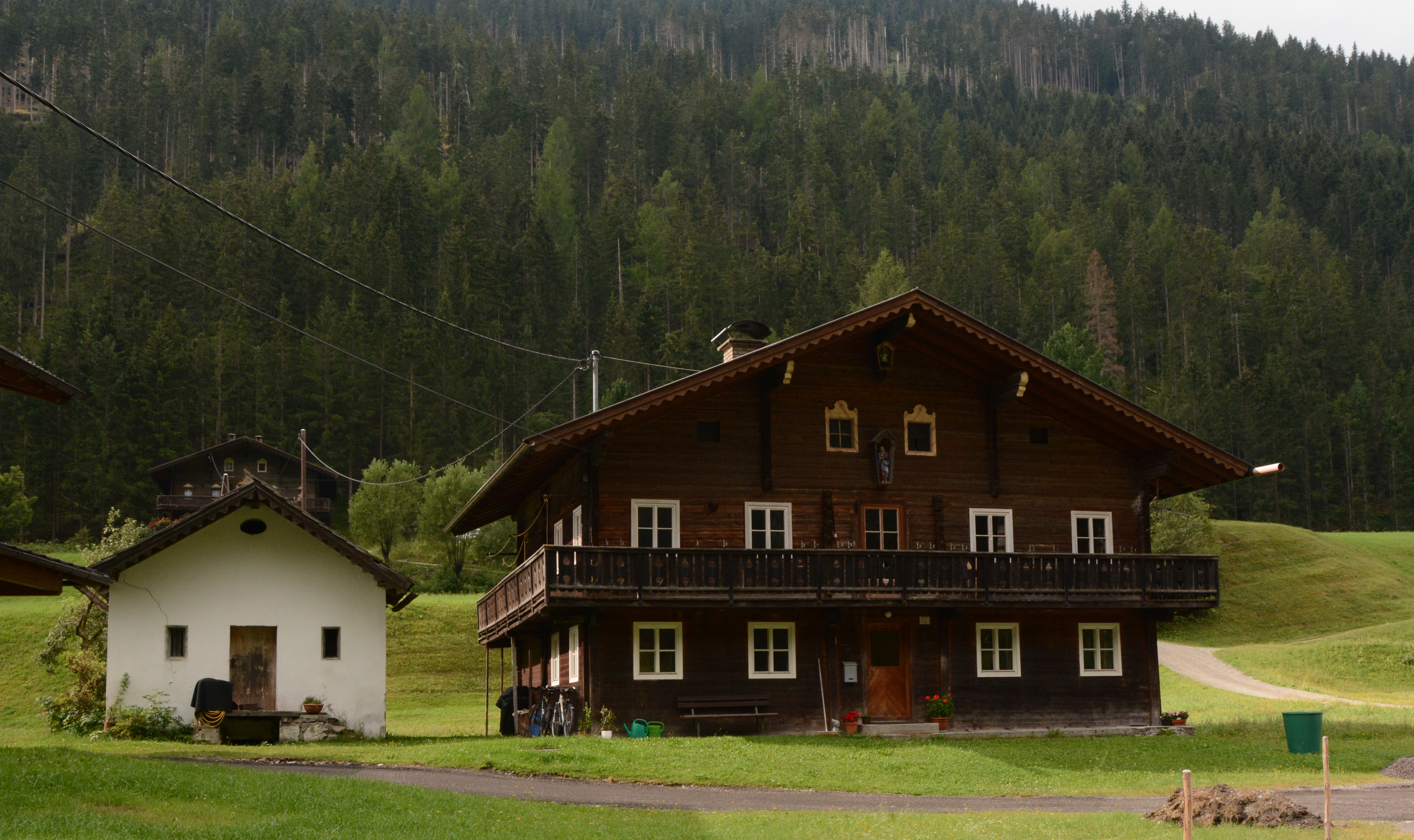
Hofstelle Schnall mit Speicher

Das Tiroler Kunstkataster listet für Schnall vier Objekte auf, die alle zur Hofstelle Unterschnall gehören. Am Wirtschaftsgebäude des Hofes befindet sich ein  Bildstock mit Skulptur des hl. Johannes Nepomuk und Madonna aus dem 19. Jahrhundert. Als landwirtschaftliche Nebengebäude haben sich zudem ein Speicher und eine Selche aus dem 19. Jahrhundert erhalten. Das örtliche Wegkreuz mit Assistenzfigur Gottvater stammt hingegen aus der zweiten Hälfte des 20. Jahrhunderts.